# باسیلیو
باسیلیو (به ایتالیایی: Basiglio) یک کومونه در ایتالیا است که در استان میلان واقع شده‌است. باسیلیو ۸٫۵ کیلومتر مربع مساحت و ۷٬۷۸۰ نفر جمعیت دارد و ۹۷ متر بالاتر از سطح دریا واقع شده‌است.